# 춘천소방서
춘천소방서(春川消防署, Chuncheon Fire Station)는 강원특별자치도 춘천시를 관할하는 강원특별자치도 소방안전본부 산하의 소방서이다.
소방서장은 소방정으로 보한다.

## 연혁
- 1946년 12월 15일: 춘천소방서 개서
- 1966년 12월 22일: 강릉소방서 분리[3]
- 1970년 5월 7일: 원주소방서 분리
- 1993년 2월 4일: 홍천소방서 분리
- 2004년 12월 31일: 철원소방서 분리
- 2019년 6월 4일: 양구소방서 분리
- 2019년 8월 30일 : 화천소방서 분리

### 역대 서장[4]
| 대수 | 계급     | 이름   | 기간                 |
| ---- | -------- | ------ | -------------------- |
| 초대 | 사령     | 윤원규 | 46.12.31 ~ 47.02.18  |
| 2대  | 경감     | 지성규 | 48.03.01 ~ 53.08.16  |
| 3대  | 총경     | 장상열 | 53.08.17 ~ 54.09.20  |
| 4대  | 총경     | 김성기 | 54.09.21 ~ 55.02.17  |
| 5대  | 총경     | 이완수 | 55.02.18 ~ 56.11.20  |
| 6대  | 경감     | 최진용 | 56.11.21 ~ 56.12.09  |
| 7대  | 경감     | 최송기 | 56.12.10 ~ 57.02.11  |
| 8대  | 총경     | 박재계 | 57.02.12 ~ 57.04.24  |
| 9대  | 총경     | 우상덕 | 57.04.25 ~ 57.07.09  |
| 10대 | 총경     | 김덕호 | 57.07.10 ~ 57.11.29  |
| 11대 | 경감     | 유춘복 | 57.11.30 ~ 58.10.05  |
| 12대 | 경감     | 엄상섭 | 58.10.06 ~ 59.03.26  |
| 13대 | 경감     | 이동휘 | 59.03.27 ~ 60.05.19  |
| 14대 | 총경     | 최용순 | 60.05.20 ~ 60.09.26  |
| 15대 | 총경     | 윤흥원 | 60.09.27 ~ 62.04.21  |
| 16대 | 소방령   | 조용복 | 62.04.22 ~ 69.03.27  |
| 17대 | 소방총경 | 윤흥원 | 69.03.28 ~ 70.07.11  |
| 18대 | 소방총경 | 김연종 | 70.07.12 ~ 71.03.27  |
| 19대 | 소방경정 | 김덕배 | 71.03.28 ~ 74.06.14  |
| 20대 | 소방총경 | 임재선 | 74.06.15 ~ 77.12.19  |
| 21대 | 소방총경 | 김건수 | 77.12.20 ~ 78.11.09  |
| 22대 | 소방정   | 이영주 | 78.11.10 ~ 80.11.27  |
| 23대 | 소방정   | 유상록 | 80.11.28 ~ 81.12.18  |
| 24대 | 소방정   | 진중환 | 82.01.05 ~ 82.06.30  |
| 25대 | 소방정   | 김행교 | 82.07.01 ~ 88.06.30  |
| 26대 | 소방정   | 김용익 | 88.07.01 ~ 90.10.28  |
| 27대 | 소방정   | 이종구 | 90.10.29 ~ 94.10.26  |
| 28대 | 소방정   | 강수인 | 94.10.27 ~ 98.03.30  |
| 29대 | 소방정   | 지병일 | 98.04.01 ~ 03.06.30  |
| 30대 | 소방정   | 왕재섭 | 03.07.30 ~ 04.06.30  |
| 31대 | 소방정   | 류연찬 | 04.07.01 ~ 06.08.24  |
| 32대 | 소방정   | 염찬수 | 06.08.25 ~ 08.06.30  |
| 33대 | 소방정   | 유용현 | 08.07.01 ~ 10.6.30   |
| 34대 | 소방정   | 조완구 | 10.07.01 ~ 12.06.30  |
| 35대 | 소방정   | 우원기 | 12.07.02 ~ 14.07.31  |
| 36대 | 소방정   | 박창진 | 14.08.04 ~ 15.12.31  |
| 37대 | 소방정   | 안중석 | 16.01.01 ~ 18.06.30  |
| 38대 | 소방정   | 정광현 | 18.07.01. ~ 19.08.02 |
| 39대 | 소방정   | 김형도 | 19.08.05. ~          |

## 조직

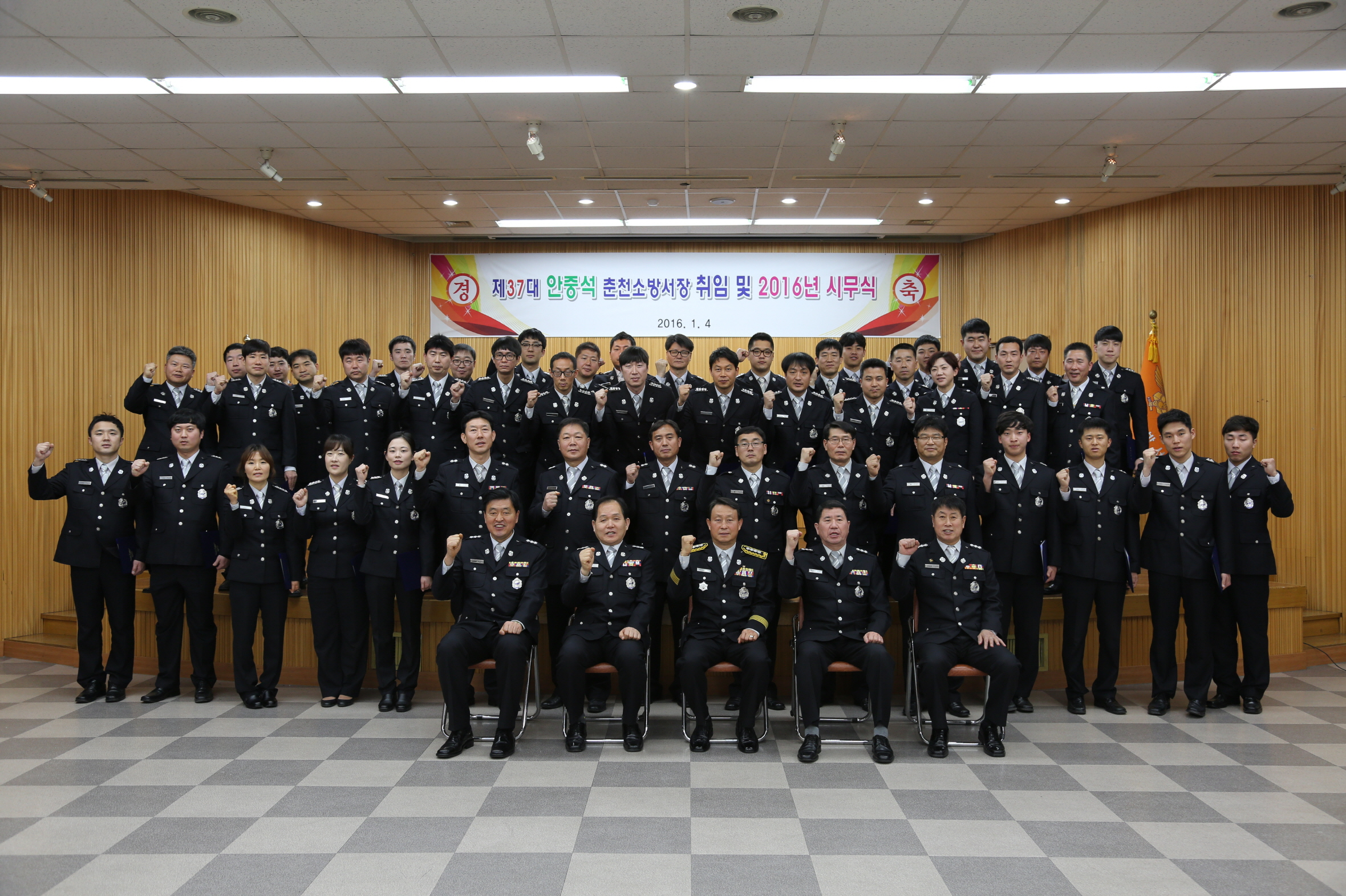
2016년 제37대 안중석 서장 취임 및 시무식

| - 소방행정과 - 소방행정계 - 예산장비계 | - 예방안전과 - 예방계 - 소방민원계 | - 방호구조과 - 방호계 - 구조구급계 - 조사안전계 | - 현장대응과 - 구조진압계 - 구급대 |

## 관할센터 및 관할구역
춘천소방서는 6개의 119안전센터와 1개의 구조대를 산하에 두고 있다.
| 명칭                 | 사진 | 주소                            | 관할구역                                                | 지역대 |
| -------------------- | ---- | ------------------------------- | ------------------------------------------------------- | ------ |
| 후평119안전센터      |      | 춘천시 후석로 446 (후평동)      | 춘천시 후평1·2·3동, 교동, 효자3동, 동면                 |        |
| 소양119안전센터      |      | 춘천시 가연길16번길 16 (낙원동) | 춘천시 소양동, 조운동, 약사명동, 근화동                 |        |
| 효자119안전센터      |      | 춘천시 효명길 8 (효자동)        | 춘천시 남면, 남산면, 효자 1·2동, 강남동                 |        |
| 대룡119안전센터      |      | 춘천시 동내면 고은길 7          | 춘천시 동산면, 동내면, 석사동, 퇴계동 일원, 신동면 일부 |        |
| 강촌119안전센터      |      | 춘천시 남산면 소주고개로 680    | 춘천시 남면, 남산면 일원, 서면, 신동면 일부             |        |
| 신북119안전센터      |      | 춘천시 신북읍 신북로 35         | 춘천시 신사우동, 신북읍, 사북면, 북산면, 서면 일부      |        |
| 춘천소방서 119구조대 |      | 춘천시 후석로 446 (후평동)      | 강원특별자치도 춘천시                                   |        |

## 사건사고
- 2011년 춘천 산사태

## 같이 보기
- 대한민국 소방청
- 대한민국의 소방
- 소방관 계급